# Catabena sagittata
Catabena sagittata là một loài bướm đêm trong họ Noctuidae.